# Carl Schönfeld (Schauspieler, 1819)
Carl Schönfeld (* 15. Dezember 1819 in Augsburg; † 6. Oktober 1885 in Wien) war ein deutscher Theaterschauspieler und -regisseur.

## Leben
Carl Schönfeld, Sohn des Schauspielers und Direktors des Augsburger Stadttheaters Heinrich Schönfeld und der Maria Margareta Schönfeld, geborene Forster, ebenfalls Schauspielerin in Augsburg, begann seine Karriere 1837 ebenfalls da. Unter Aufsicht seines Vaters spielte er mehrere Jahre den Liebhaber und Bonvivant. 1844 ging er ans Hoftheater in Karlsruhe. Dort verblieb er für 28 Jahre, bevor es ihn 1872 an das von Heinrich Laube eben neugegründete Stadttheater Wien zog. Zwar begann er dort als Schauspieler, ihm wurden von Laube aber immer mehr Regiearbeiten aufgetragen. Zwischen ihm und Laube entwickelte sich eine Freundschaft, die im Juni 1873 so weit ging, dass Laube ihm – anlässlich einer notwendigen Kur in Karlsbad – sogar die Direktion des Theaters bis zu seiner Rückkehr übertrug. Die Freundschaft verfestigte sich so sehr, dass Schönfeld, als Laube 1880 die Direktion des Stadttheaters zum dritten und letzten Male niederlegte, einen Antrag auf Ruhestand stellte, der ihm genehmigt wurde, so dass er sich ins Privatleben zurückzog. Seinen Ruhestand konnte der großherzogl. badische Hofschauspieler allerdings nicht lange genießen, da er plötzlich an einer Leberentartung erkrankte, der ihn im Oktober 1885 den Tod brachte.
Schönfeld war seit 1847 mit Louise Krauth verheiratet. Der gemeinsame Sohn Franz Schönfeld wurde ebenfalls Schauspieler.